# Francis Sama Asanga
Francis Sama Asanga est un avocat et ancien bâtonnier de l’ordre des avocats du Cameroun.

## Biographie

### Enfance et formation
Francis Sama Asanga est originaire du Cameroun et est né le 20 février 1958 à Baba II,. Il est un neveu de John Fru Ndi,.

### Carrière
Francis Sama Asanga est un avocat qui commence sa carrière en 1982 au bureau de Luc Sendze. Il est ancien bâtonnier de barreau du Cameroun de 2012 à 2015. Il est un pratiquant de karaté,. Il porte le projet de siège pour le barreau des avocats du Cameroun,.
Il meurt le lundi 8 juin 2020 à 62 ans au centre médical Le jourdain des suites de coronavirus,,. Il est enterré à Soa avec des hommages du corps judiciaire,.